# Petr Čihák
Petr Čihák (* 1969) je český hokejista.
Petr Čihák odehrál 3 sezóny v naší nejvyšší soutěži na počátku 90. let. Po vojně v Písku začal hrát v sestavě Škody Plzeň, se kterou získal na jaře 1992 stříbro ve finále Federální hokejové ligy. Tehdy nastupoval v útoku nejčastěji s Richardem Bayerem a Jaroslavem Šťastným, v play-off pak s Davidem Brukem a Jiřím Koreisem. Po stříbrné sezóně odešel do Hradce Králové, se kterým vybojoval postup do tehdy prvního ročníku samostatné české Extraligy, který pak také v dresu Stadionu Hradce Králové odehrál. Celkem sehrál během tří sezón v nejvyšší soutěži 90 utkání, ve kterých nastřílel 10 branek a připsal si 15 asistencí. Do reprezentačních výběrů se nikdy nedostal.

## Statistiky
| sezóna  | klub                             | utkání | branky | asistence | body |
| 1989-90 | VTJ Písek (1. ČNHL)              | .      | .      | .         | .    |
| 1990-91 | Škoda Plzeň                      | 37     | 6      | 12        | 18   |
| 1991-92 | Škoda Plzeň                      | 31     | 3      | 2         | 5    |
| 1992-93 | Stadion Hradec Králové (1. ČNHL) | .      | 15     | 8         | 23   |
| 1993-94 | Stadion Hradec Králové           | 22     | 1      | 1         | 2    |
|         | Havlíčkův Brod (1. ČNHL)         | .      | 3      | 1         | 4    |
| 1994-95 | HC Lev Hradec Králové (1. ČNHL)  | .      | 4      | 4         | 8    |
| 1995-96 | HC Lev Hradec Králové (1. ČNHL)  | 27     | 3      | 3         | 6    |